# Zaporizke, Hornostaiivka
Zaporizke (în ucraineană Запорізьке) este un sat în comuna Dubivka din raionul Hornostaiivka, regiunea Herson, Ucraina.

## Demografie
Componența lingvistică a localității Zaporizke
     Ucraineană (98,44%)
     Rusă (1,56%)
Conform recensământului din 2001, majoritatea populației localității Zaporizke era vorbitoare de ucraineană (98,44%), existând în minoritate și vorbitori de rusă (1,56%).